# ناتالي أندرسون
ناتالي أندرسون (بالإنجليزية: Nathalie Anderson)‏ هي واضعة كلمات الأوبرا أمريكية، ولدت في 1948.